# Waldheim
Waldheim település Németországban, azon belül Szászország tartományban. Lakosainak száma 9214 fő (2023. december 31.). Waldheim Kriebstein, Döbeln és Erlau községekkel határos.

## Fekvése
Harthától délkeletre, a Zschopau-völgyben fekvő település.

## Története

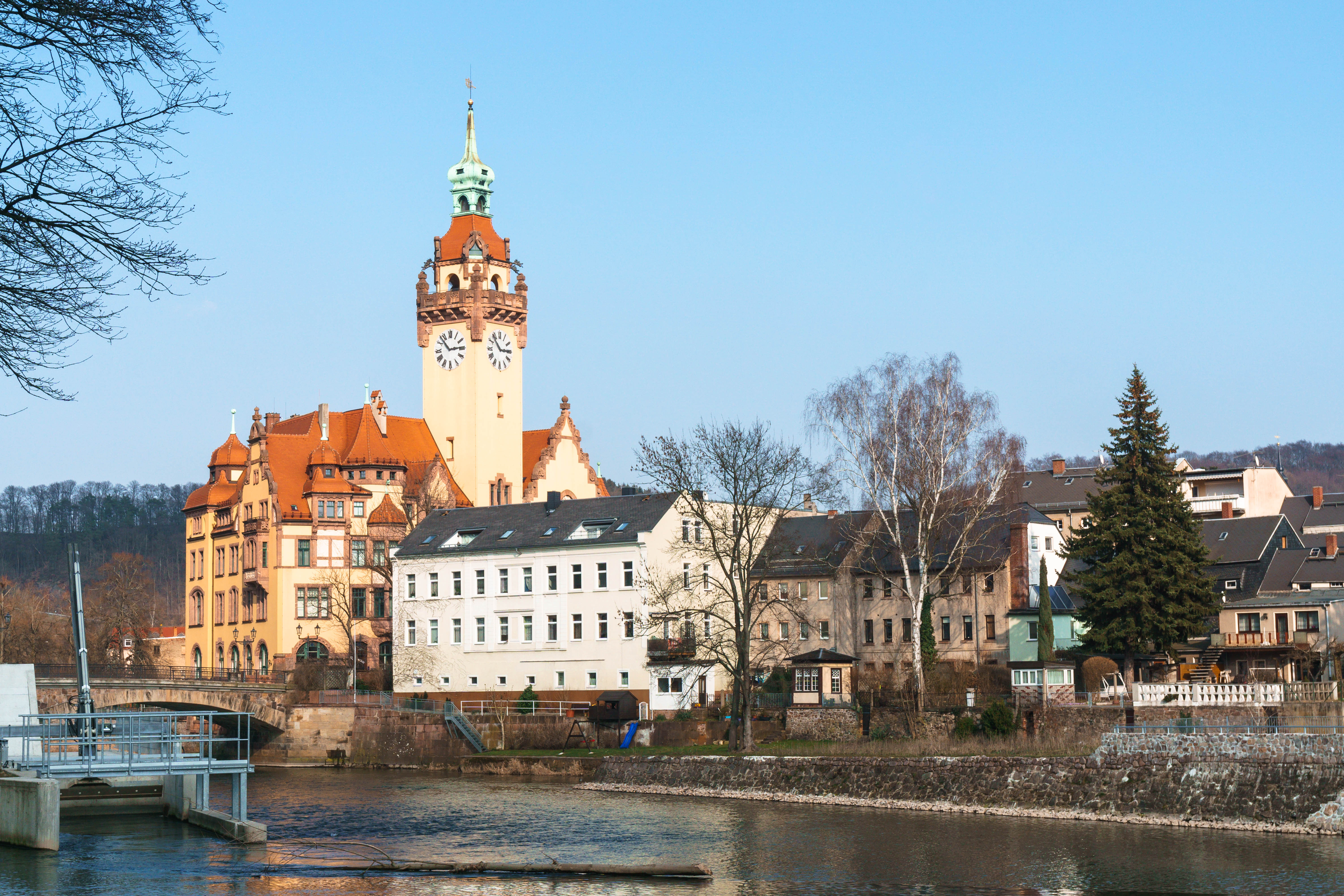
Waldheim, Városháza

A városka a cseh sóút (Böhmische Salzstrasse) mentén, a Zschopau torkolata közelében kiszélesedő völgyben jött létre a 12. század második felében. A Zschopau – valószínűleg még a 13. században – felépült hídján áthaladó árut itt vámolták meg. Waldheimben már a 15. századtól kezdve többféle iparág is meghonosodott, például a 19. században a cigaretta-, a hajlított bútor- és a szappangyártás is.
A város legjelentősebb épülete a piactéren álló városháza, melyet bár csak 1902-ben avattak fel, mégis műemlék 65 méter magas szögletes tornyával, barokkos sisakjával.

## Galéria

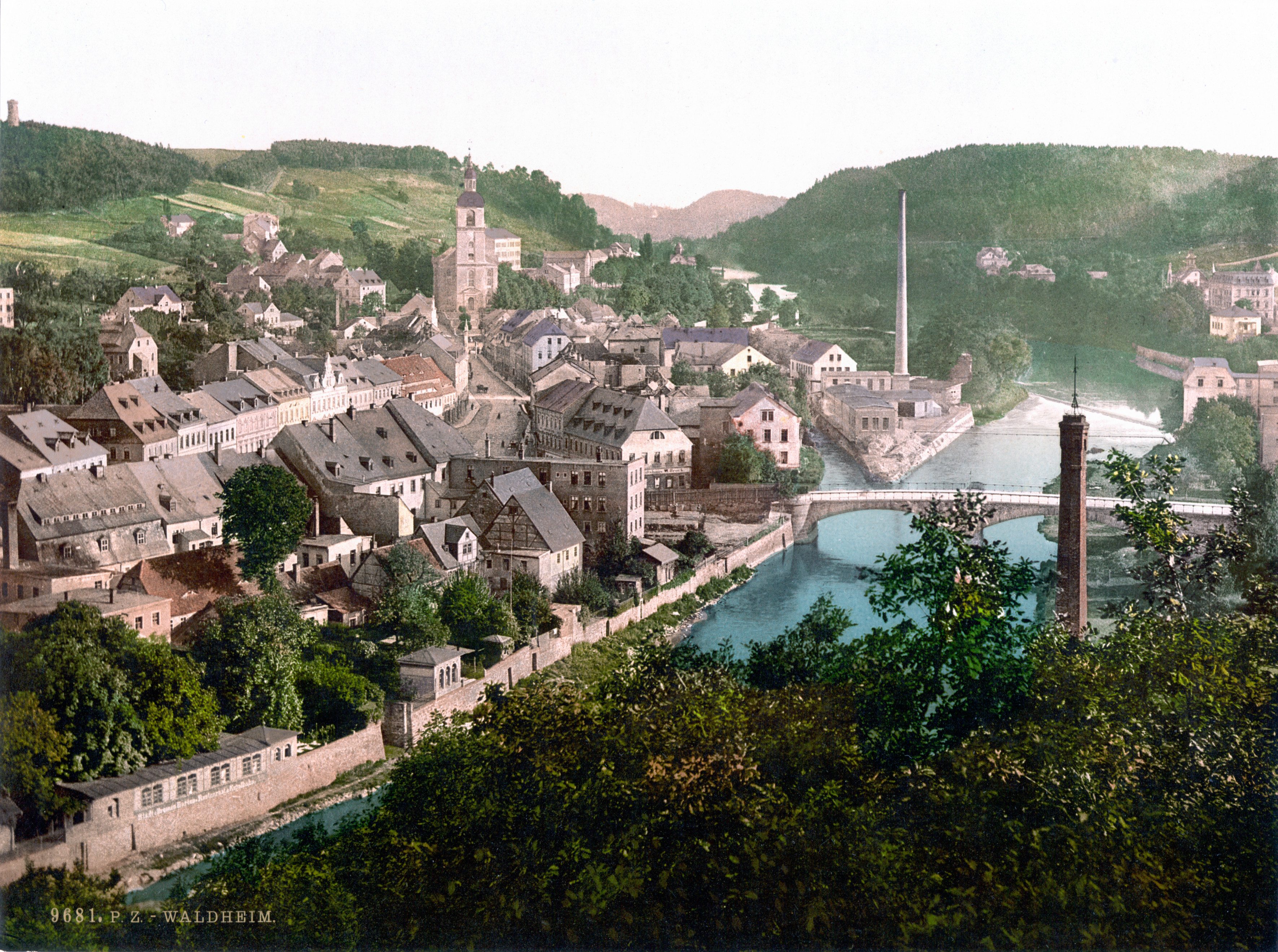
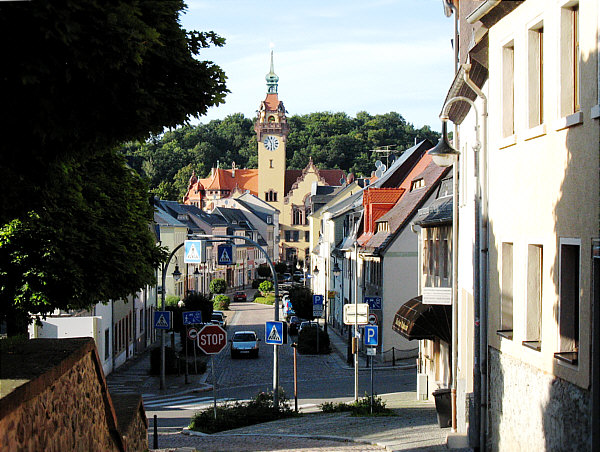
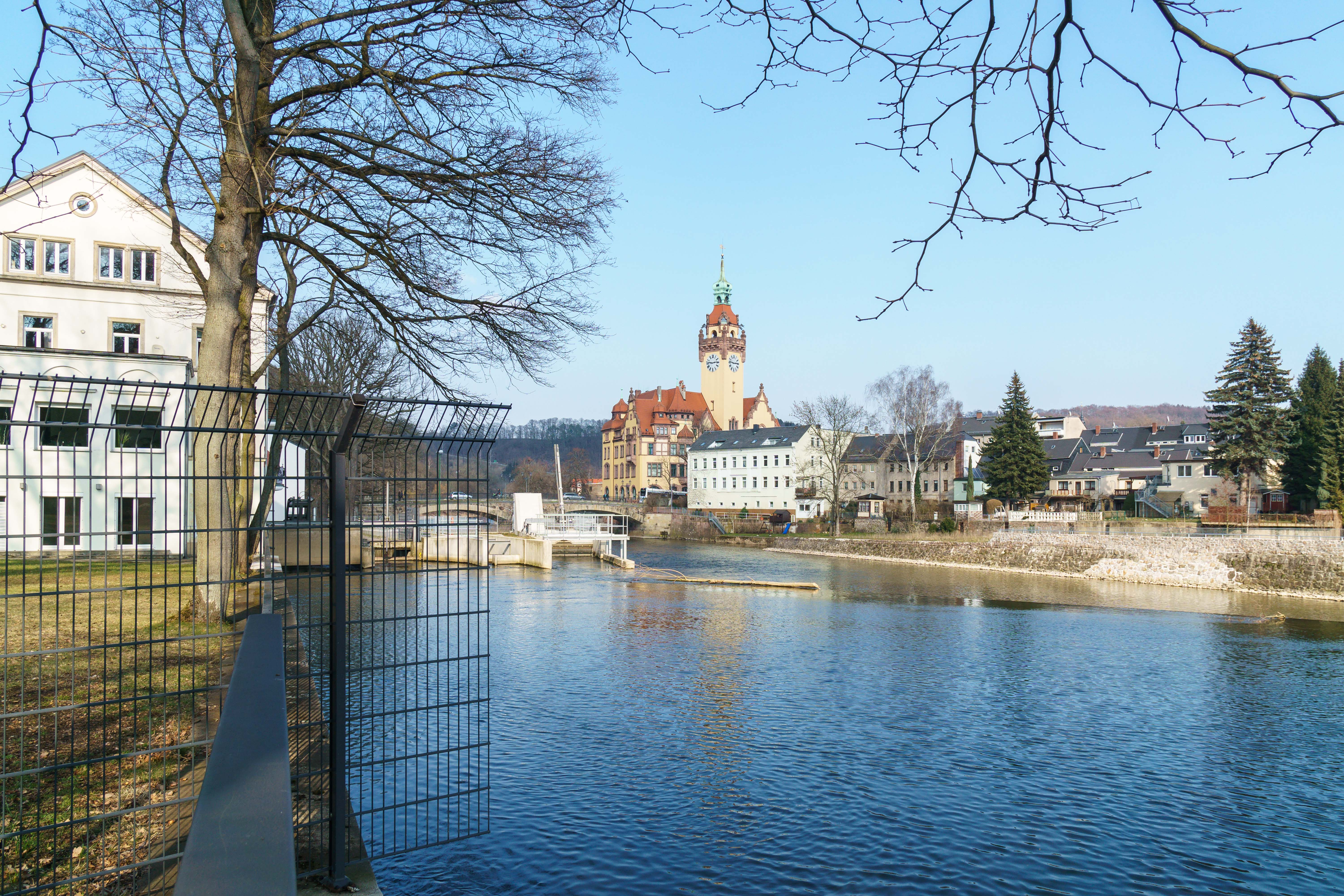
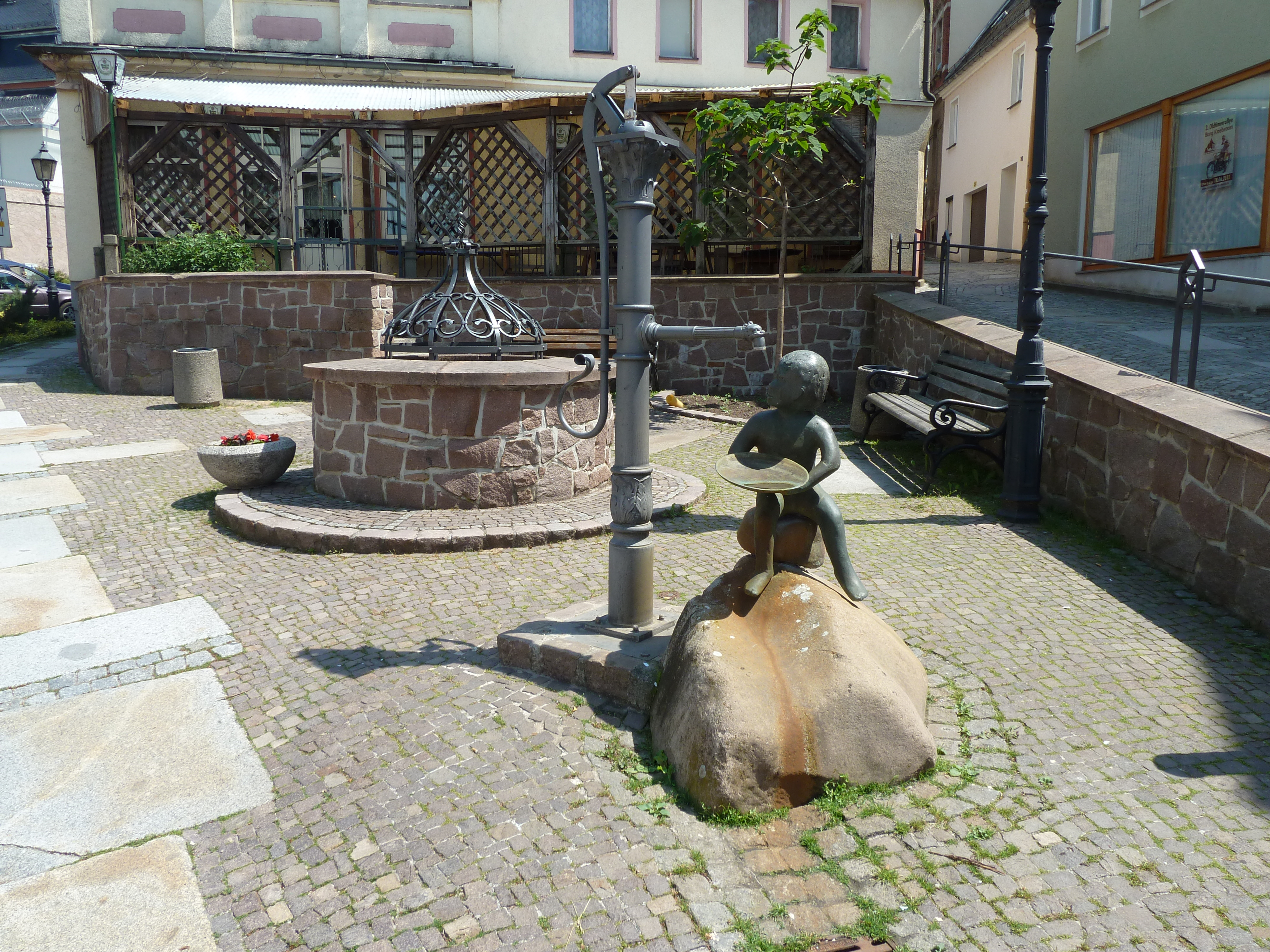
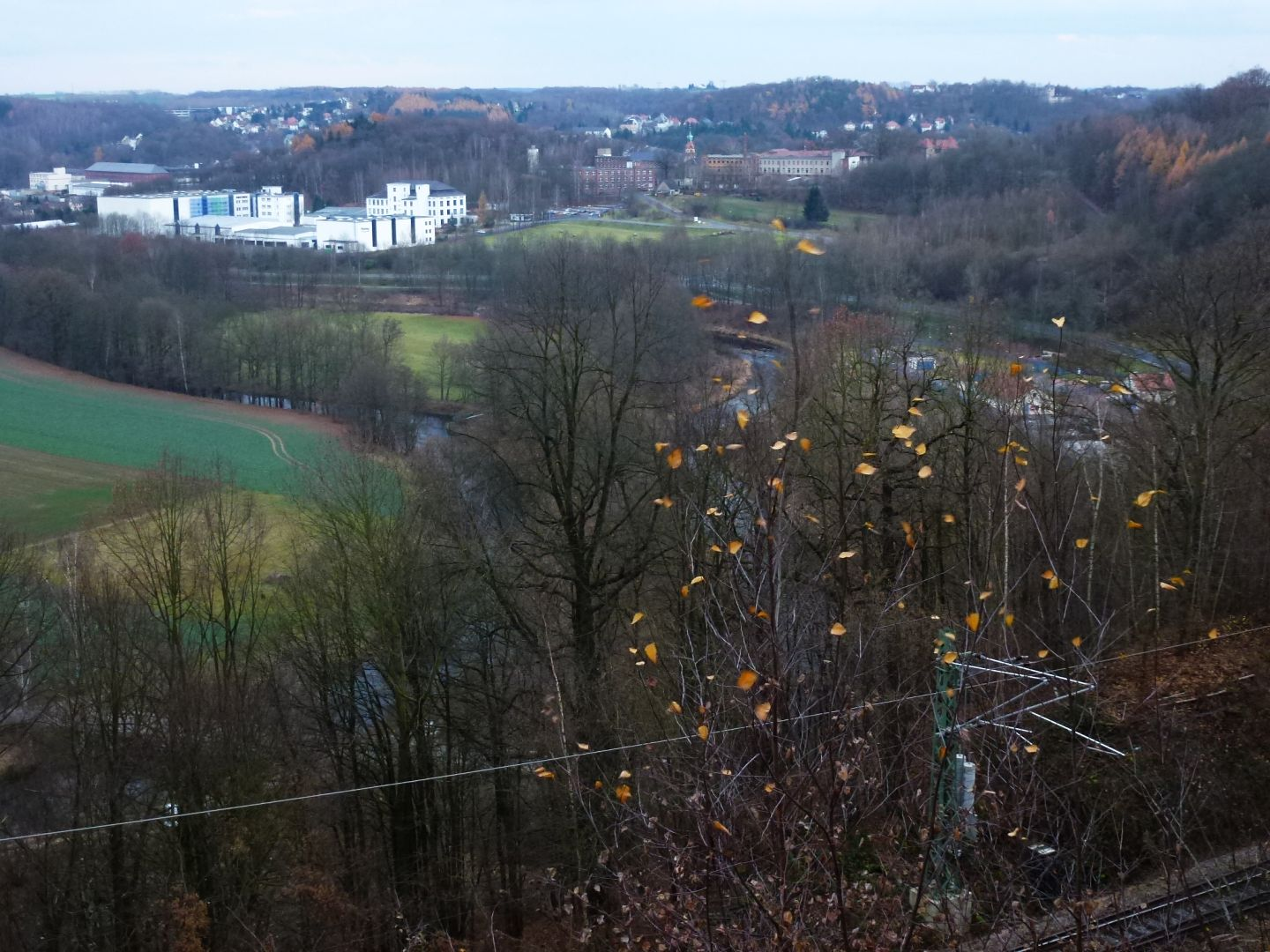
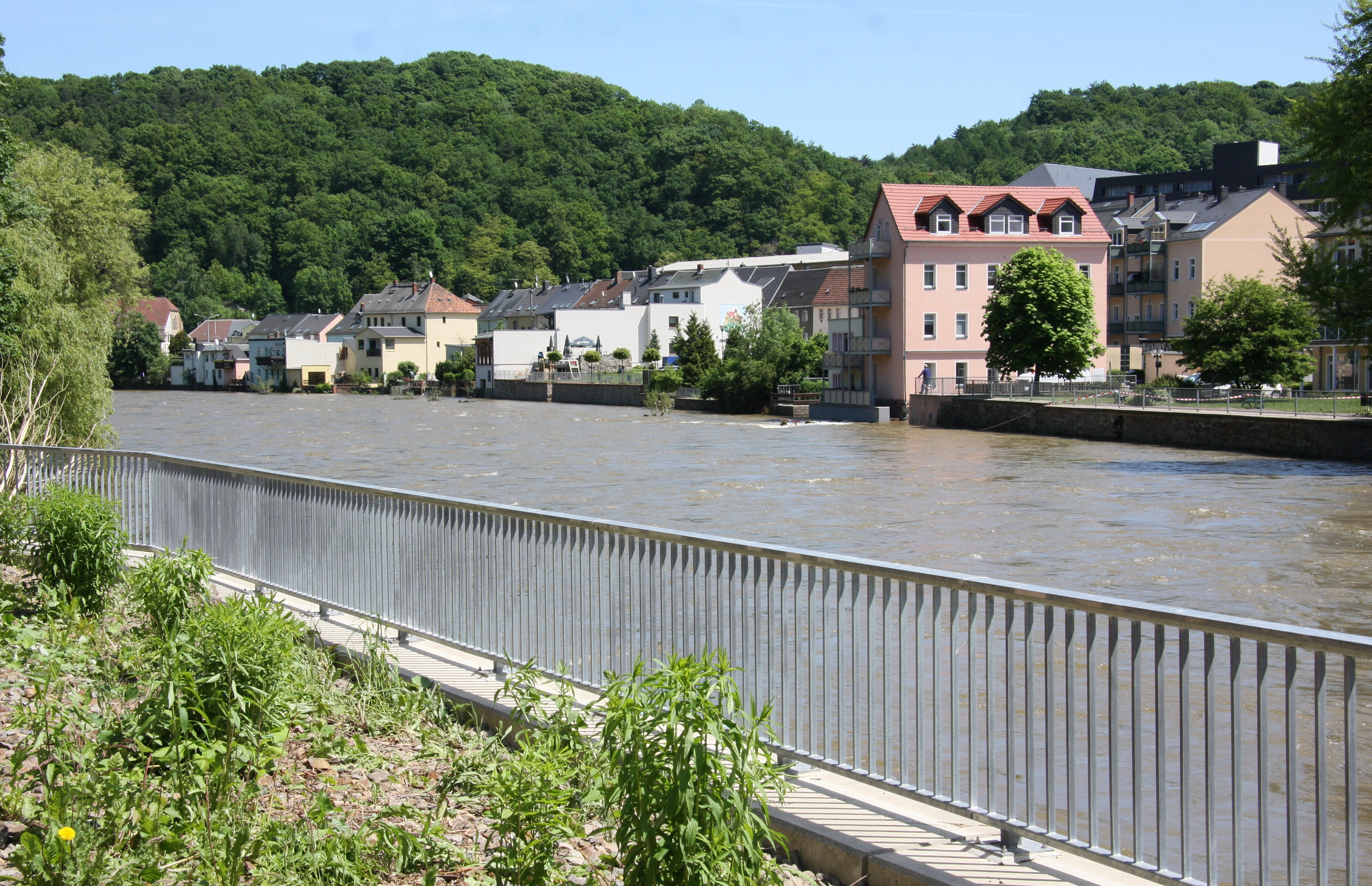
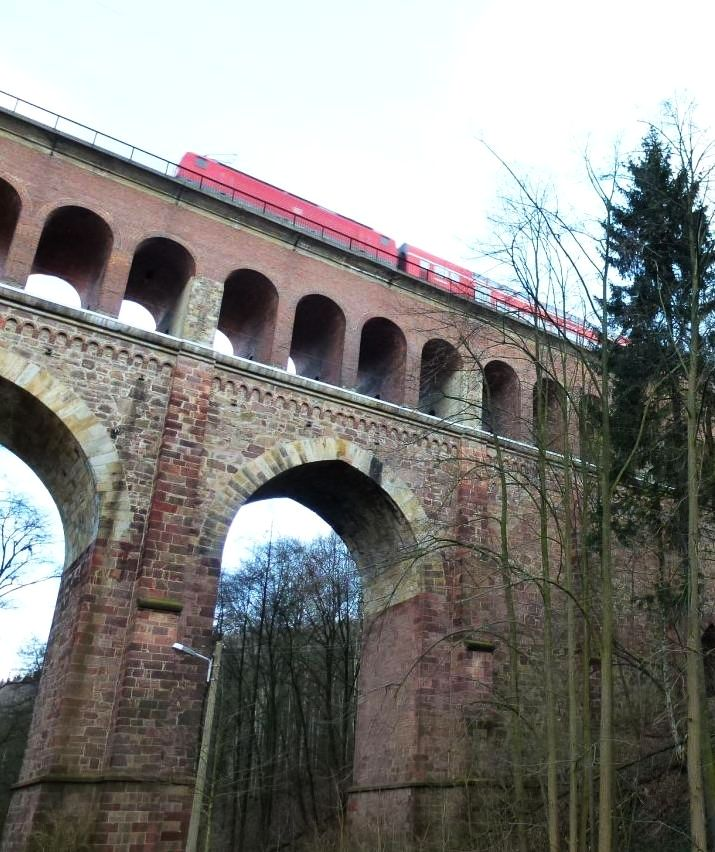

## Nevezetességek
- Városháza

## Népesség
A település népességének változása:
| Lakosok száma | 8427 | 8992 | 8964 | 8932 | 9033 | 9214 |
|               | 2010 | 2017 | 2019 | 2021 | 2022 | 2023 |

## Híres emberek

### Itt született
- Meinig Artúr (1853–1904) építész
- Rudolf Kolbe (1873–1947) építész